# Mattenbies
De mattenbies (Schoenoplectus lacustris) is een tot 300 cm hoge vaste plant, die behoort tot de cypergrassenfamilie (Cyperaceae). De plant komt van nature voor in Eurazië aan zoete of brakke wateren. Het was de meest gebruikte soort in de biezenteelt en werd benut voor het maken van biezenmanden, vloermatten en zittingen van stoelen.

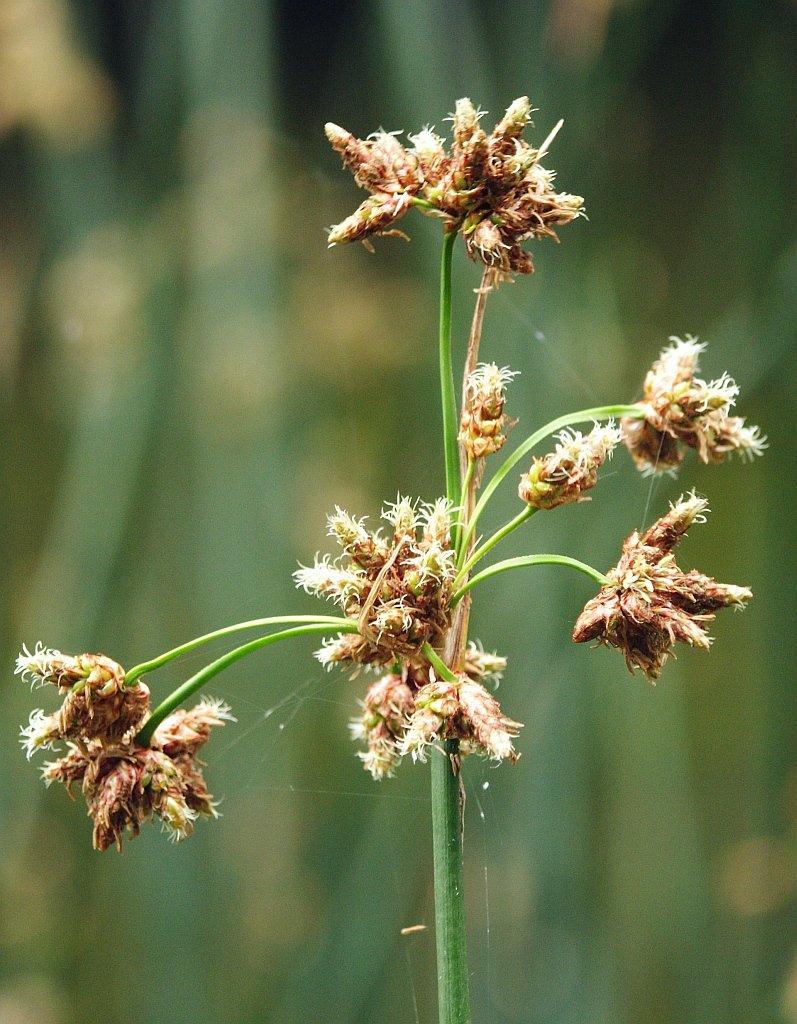
Bloeiwijze